# Operace Mountain Thrust
Operace Mountain Thrust byla vojenskou operací války v Afghánistánu. Šlo o největší vojenskou operaci koalice od pádu Talibanského režimu roku 2001. Bojů se účastnili také příslušníci 601. skupiny speciálních sil z Prostějova. Cílem operace bylo „vyčistit“ jih Afghánistánu.

## Boj
Boje probíhaly během června a července 2006, přičemž Taliban utrpěl nejtěžší ztráty od počátku války. Taliban prokázal své zlepšující se schopnosti při koordinaci útoků, přičemž na jistý čas se mu podařilo ovládnout dva okresy v provincii Hilmand. Podle odhadů bylo dohromady zabito 1 100 povstalců a dalších 400 zajatých. Pro operaci bylo typické intenzivní nasazení letectva, ale i tak si boje vyžádaly životy 150 vojáků (z toho 107 afghánských) a 43 dalších afghánských vojáků bylo zajato.

## Následky
Již v průběhu bojů se objevovaly pochybnosti o vlivu vysokých ztrát na možnosti Talibanu. 1. srpna byla odpovědnost za bezpečnost v oblasti předána jednotkám NATO. Krátce poté došlo k útoku na britskou hlídku, který si vyžádal tři oběti na životech a jednoho zraněného. Následovaly další boje s afghánskými bezpečnostními složkami. V provincii Zabul se policejní stanice s patnáctičlennou posádkou vzdala Talibanu bez boje. Útoky pokračovaly i v okolí města Kandahár. Sebevražedný útok si vyžádal 21 obětí. Při jiných útocích ztratila kanadská armáda čtyři muže. Deset dalších bylo zraněno. Tyto a další útoky svědčí o tom, že hnutí Taliban zůstalo v oblasti aktivní i po skončení operace Horský tah.